# Jaxa (estado)
Jaxa fue un microestado del siglo XVII en el norte de Asia con capital en Albazino que existió entre 1665 y 1674. Estaba ubicado en la frontera del Zarato de Rusia y la China Qing, separados por el Río Amur. Su población estaba formada por refugiados polacos y ucranianos del Zarato de Rusia y por los indígenas evenks y daurs. Fue establecido en el territorio del Zarato de Rusia en 1665 por Nikifor Chernigovsky y sus hombres, quienes huyeron de Rusia, y existió hasta 1674 cuando se incorporó nuevamente a ese país.

## Toponimia
El nombre de "Jaxa" proviene de la fortaleza de madera de Jaxa construida por Nikifor Chernigovsky en el emplazamiento de Albazino (también llamado Albazín), que fue destruida por las tropas chinas. El nombre del fuerte deriva del escudo de armas de la familia del fundador, el escudo de armas de Gryf. Según fuentes chinas, este lugar se llamaba Yakesa antes de Jaxa.

## Historia

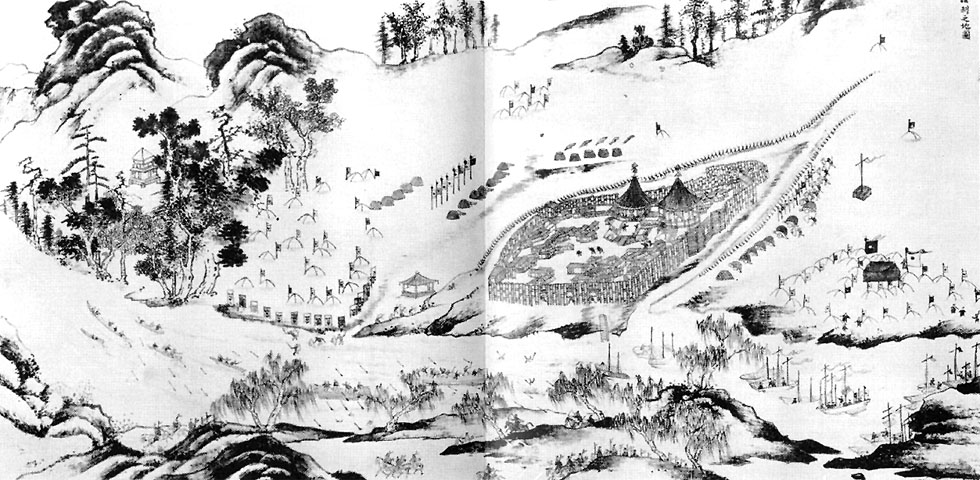
Dibujo chino del Fuerte de Albazino.

A finales de 1650, Yeroféi Jabárov construyó Albazino como cuartel de invierno en la parte más septentrional del río Amur, 200 kilómetros río abajo desde la unión de Argun y Shilka. A partir de entonces fue poco utilizado ya que los rusos se concentraron en las tierras más ricas de cultivo de cereales río abajo. En 1652, la dinastía Qing expulsó a los rusos de la región de Amur y la tierra quedó en manos de forajidos y aventureros.El estado de Jaxa fue creado por Nikifor Chernigovsky, un noble polaco deportado de Volinia. En 1665, Chernigovsky y los cosacos siberianos mataron al vaivoda de Ust-Ilimsk en represalia por la violación de su hija.  Para esconderse, huyó al Amur y junto a sus hombres reconstruyeron la fortaleza abandonada de Albazino, convirtiéndola en la capital de su nuevo estado.
Chernigovsky pronto obtuvo el apoyo de la población local, el pueblo tungúsico, para quienes el trato respetuoso supuso un gran cambio en comparación con varios ataques que habían sufrido bajo la soberanía rusa  
En los años siguientes, los gobernadores siberianos hicieron varios intentos fallidos de recuperar el control de Albazin; sin embargo, Chernigovsky pudo mantener su posición enfrentando a los rusos contra los chinos y viceversa. A partir de 1669, el zar ruso recibió un tributo del país de Jaxa (que comprendía Albazín y pueblos circundantes), lo que influyó en la decisión del zar de reconocer formalmente a Chernigovsky como señor de Jaxa en 1674. En comunicación con Chernigovsky, el gobierno chino utilizó el polaco como principal idioma. En 1675 asaltó tierras chinas con la ayuda de la población local. Esta es la última referencia registrada a Chernigovsky en la historia.

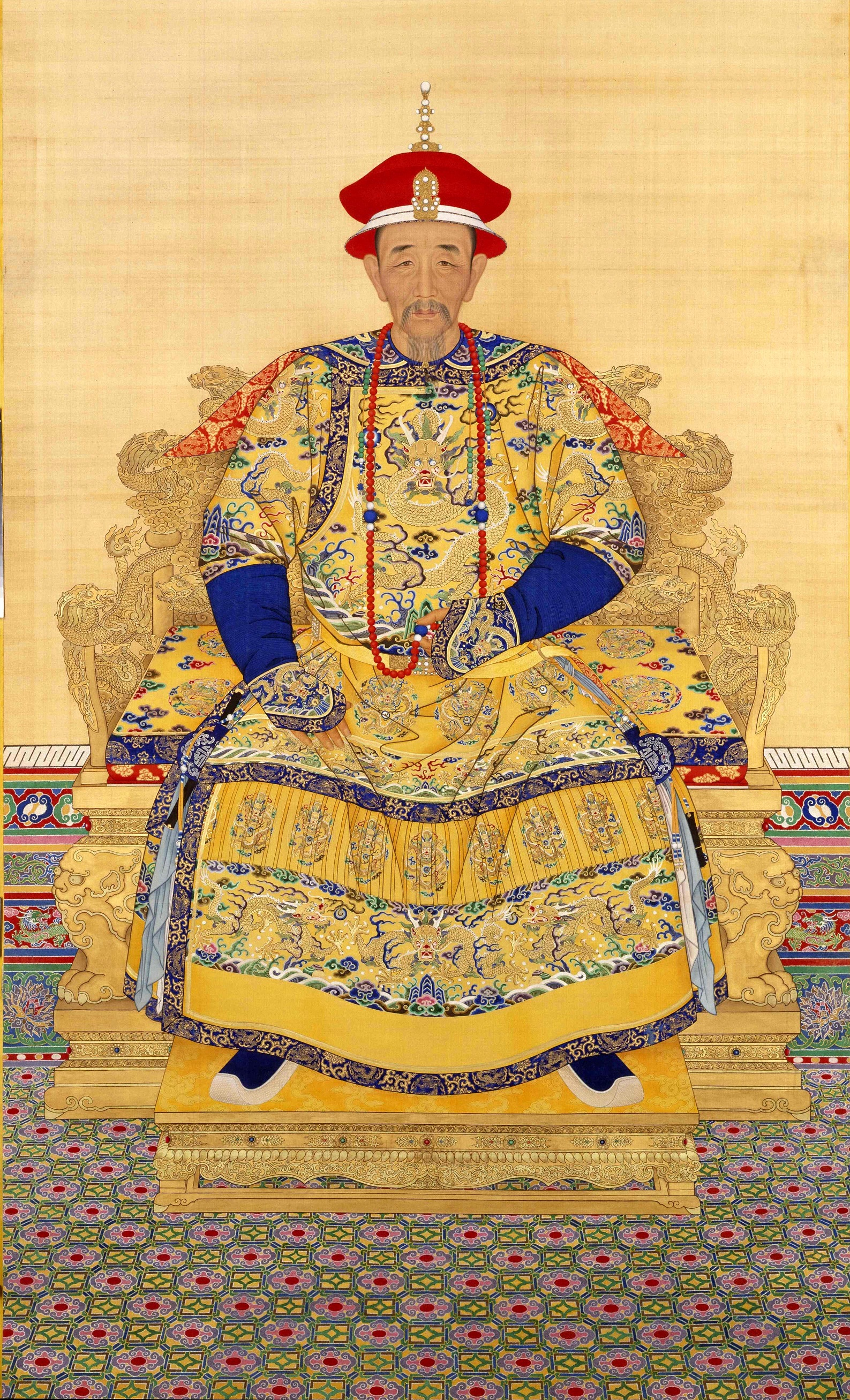
Retrato del emperador Kangxi.

La dinastía Qing hizo poco por Albazín porque sus fuerzas estaban inmovilizadas en el sur de China y porque les preocupaba el posible respaldo ruso a sus enemigos en Mongolia. Con el problema del sur casi resuelto (Taiwán fue conquistado en 1683), en la primavera de 1682 el emperador Kangxi hizo una gira por Manchuria y comenzó los preparativos para abordar el problema del Amur. Su plan era acumular una fuerza tan grande que los rusos se retiraran sin luchar porque, como dijo, "el uso de la fuerza no es algo bueno. La usamos sólo bajo coacción". Se trasladaron tropas a Aigun y se plantaron cultivos para alimentarlos. Un ataque se retrasó debido a desacuerdos entre los planificadores y la dificultad de trasladar suministros hacia el norte.
A partir de 1681 hubo amenazas de los Qing contra Albazin, se mantuvieron conversaciones en el río Nun y se destruyeron fuertes menores rusos a lo largo del Zeya. A finales de 1683, todas las bases rusas excepto Albazin habían sido eliminadas. Moscú respondió nombrando a Ivan Vlasov vaivoda de Nerchinsk y nombrando a Aleksey Tolbuzin para un nuevo voivodato en Albazin (julio de 1684). Un intento de trasladar hombres y suministros al este fracasó debido a la escasez y la ineficiencia.

El asedio comenzó el 23 de junio de 1685. El 26 de junio hubo una batalla indecisa que duró un día. Acto seguido, las tropas Qing apilaron madera seca a lo largo de las paredes de madera del fuerte y cuando comenzaron a encenderlo, Tolbuzin se rindió (fecha exacta incierta). A los aproximadamente 600 defensores se les permitió retirarse a Nerchinsk. Unos 45 optaron por ir con las tropas Qing, donde se unieron a los albazinianos en Pekín. Las tropas Qing quemaron el fuerte y se retiraron, pero no destruyeron las cosechas. Cuando la noticia de la derrota llegó a Moscú en noviembre, se decidió abandonar el Amur y enviar un embajador a Pekín.

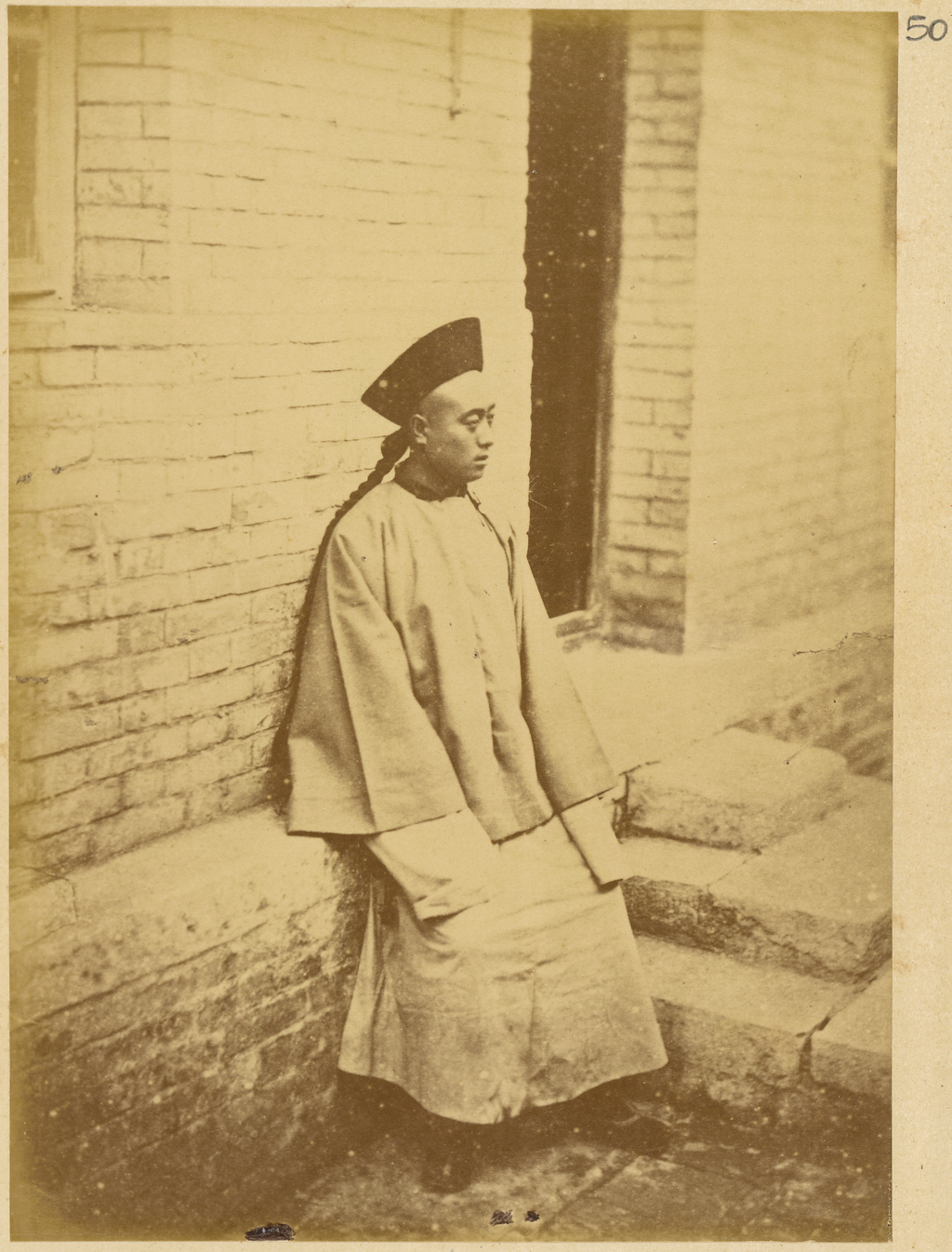
Fotografía de prisionero jaxano quien, aun habiendo adoptado la cultura, las costumbres y el lenguaje chinos, continuó profesando el cristianismo ortodoxo, formándose así una minoría ortodoxa en China.

Un día después de abandonar Albazin, los rusos en retirada se encontraron con un grupo de refuerzos que les informó que un grupo aún mayor al mando de Baiton había llegado a Nerchinsk. Como se perdió el fuerte, continuaron su retirada. En algún momento después del 10 de julio de 1685, los exploradores informaron que las tropas Qing se habían ido y que las cosechas seguían en pie. Vlasov envió 669 hombres bien armados al mando de Tolbuzin para recoger la cosecha. Se recogieron las cosechas, se refortificó Albazín con muros de tierra y se hicieron esfuerzos para volver a someter a los nativos. Las tropas Qing llegaron el 18 de julio de 1686 y comenzaron un asedio estricto y un cañoneo constante. En el quinto día del asedio, Tolbuzin fue asesinado por una bala de cañón y reemplazado por Afanasii Baiton. Los rusos tenían suficiente comida para durar hasta Pascua, pero les faltaba agua. El asedio continuó hasta principios del invierno. A finales de octubre llegaron a Pekín mensajeros anunciando el deseo de Moscú de negociar. Se emitió una orden para relajar el asedio. En ese momento, menos de 66 hombres, de los 826 originales, quedaban con vida (la mayoría había muerto de enfermedades, especialmente de escorbuto). El 25 de diciembre Baiton envió a uno de sus hombres a solicitar provisiones. En el fuerte permanecían algo más de veinte hombres, todos enfermos y desnutridos. Cuando, en agosto de 1687, el emperador Kangxi se enteró (incorrectamente) de que el embajador ruso había llegado a Mongolia, ordenó la retirada de las tropas Qing.
Por el Tratado de Nerchinsk de 1689, Albazin fue abandonada y destruida. El antiguo territorio de Jaxa fue incorporado a la dinastía Qing de China.
- Datos: Q11723502